# Taeniopoda reticulata
Taeniopoda reticulata is een rechtvleugelig insect uit de familie Romaleidae. De wetenschappelijke naam van deze soort is voor het eerst geldig gepubliceerd in 1781 door Fabricius.